# Gerand haarmos
Gerand haarmos (Polytrichum longisetum) is een soort uit het geslacht haarmos (Polytrichum).
Het is een algemene soort van naaldbos en veengebieden, die wereldwijd voorkomt. Ze wordt zoals de naam al zegt gekenmerkt door een vrij brede, doorschijnende bladrand. 

## Etymologie en naamgeving
- Synoniem: Polytrichastrum longisetum (Bridel) G. L. Smith (1971)

De botanische naam Polytrichum is afkomstig uit het Oudgriekse πολύς, polus, (veel), en θρίξ, thrix (haar), naar het dicht behaarde sporogoon.
De soortaanduiding longisetum is afgeleid van het Latijnse longus (lang) en saeta (haar).

## Determinatie

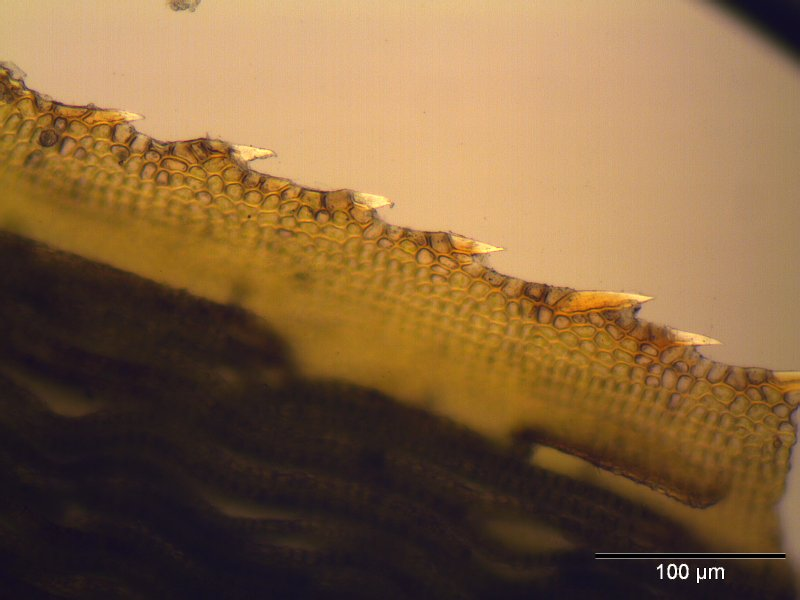
Gerand haarmos, detail bladrand

Gerand haarmos is een zodevormende plant met tot 5 cm lange, onvertakte stengels. De stengelblaadjes zijn lijnlancetvormig, eindigend op een scherpe tand, donkergroen, aan de basis lichter gekleurd en schedevormend. De bladschijf is aan de bovenzijde bedekt met overlappende lamellen en daardoor ondoorzichtig. De bladrand is meer dan 5 cellen breed,  doorschijnend (wat duidelijk opvalt wanneer de plant tegen het licht wordt gehouden) en puntig getand. Bij vochtig weer staan de blaadjes alzijdig afstaand, bij droogte plooien ze zich opwaarts rond de stengel.
De sporofyt bestaat uit een sporenkapsel of sporogoon op een 4 tot 7 cm lange kapselsteel, die hoog boven de plant uitsteekt. De sporogonen zijn tot 5 mm lang, slank eivormig, met vier tot zes langse ribben, en gaan bij rijpheid knikken. 

### Gelijkende taxa
Gerand haarmos verschilt van andere haarmossen door de vrij brede, doorschijnende bladrand, met karakteristieke tandjes.

## Ecologie
Gerand haarmos groeit voornamelijk op open of licht beschaduwde plaatsen op zwak zure, voedselarme bodems van naaldbossen, vochtige heide, veengebieden, langs vennen en op dood hout.

## Verspreiding
Gerand haarmos is algemeen voorkomend en wereldwijd verspreid over alle gematigde en koude streken.
... · P. alpinum (berghaarmos) · P. commune (gewoon haarmos) · P. commune for. fastigiatum (gewoon haarmos vertakt) · P. commune var. humile (doorgroeid haarmos) · P. commune var. perigoniale (gedeukt haarmos) · P. formosum (fraai haarmos) · P. formosum for. fastigiatum (fraai haarmos vertakt) · P. juniperinum (echt zandhaarmos) · P. juniperinum var. affine (veenhaarmos) · P. longisetum (gerand haarmos) · P. piliferum (ruig haarmos) · P. uliginosum (bulthaarmos) · ...